# المدرسة العليا للتكنولوجيا (كندا)
المدرسة العليا للتكنولوجيا هي جزء من جامعة كيبيك في كندا، تأسست عام 1974. تقع في حي غريفينتاون في مدينة مونتريال، كيبيك، كندا.

## إحصائيات
يبلغ عدد طلاب الجامعة 4680 طالب، منهم 630 طالب دراسات عليا.